# Laringe
Laringele sau organul fonației este un organ al aparatului respirator al mamiferelor, situat în partea anterioară a gâtului, în partea superioară a traheii, care realizează legătura între faringe și trahee, și în care sunt situate coardele.

## Funcții

### Funcția respiratorie
Laringele este un conduct aerian prin care se realizează circulația aerului între faringe spre trahee în timpul respirației (dinspre faringe spre trahee în inspir și invers în expir)

### Funcția fonatorie
În laringe sunt situate coardele vocale, a căror vibrație în timpul expirului face posibilă fonația.

## Structură
Laringele este un organ musculo-cartilaginos în formă de trunchi de piramidă triunghiulară, având baza în sus. Este format din:
- 3 cartilaje neperechi: cricoid, epiglotă, si tiroid;
- 4 cartilaje perechi: aritenoide, corniculate, cuneiforme  și sesamoide;
- mușchii: cricoaritenoid posterior, cricoaritenoid lateral, tiroaritenoid, aritenoizi transversali si oblici, cricotiroid, vocal.

## Afecțiuni ale laringelui
- Laringită

Ea este o afecțiune a laringelui care poate împiedica vorbirea temporar sau chiar în cazuri foarte grave permanentă. 